# 민 리
민 리(영어: Minh Le, 베트남어: Lê Minh, 1977년 6월 27일 ~ )는 베트남계 캐나다인 게임 개발자로, 1999년 제스 클리프와 함께 《하프라이프》의 유명 모드인 《카운터-스트라이크》를 제작했다. 그의 온라인 별칭인 구즈맨(Gooseman)으로도 알려져 있다.
1996년 리는 사이먼 프레이저 대학교에서 컴퓨터 과학을 전공하며 이드 소프트웨어의 《퀘이크》의 소프트웨어 개발 킷을 가지고 놀기 시작했다. 1997년에는 자신의 첫 모드인 《네이비 씰》을 완성해 내놓는다. 이후 《액션 퀘이크 2》의 개발에 참여하는 동안 《카운터스트라이크》의 아이디어를 떠올리고 당시 팀의 웹마스터였던 제스 클리프와 만나게 된다.
그는 《하프라이프》의 모드로 《카운터스트라이크》를 만들기 시작하며 일주일에 스무 시간을 모드 개발에 쏟았다. 1999년 6월, 첫 베타 버전이 공개되고, 이후 몇 개월 간 다수의 베타버전이 나오며 모드는 큰 인기를 얻었다. 네 번째 베타부터는 《하프라이프》의 개발사인 밸브 소프트웨어의 지원을 받기 시작했다.
2000년 4월, 밸브는 《카운터스트라이크》의 판권을 사들이고 리와 클리프를 고용했다. 리는 입사 후 《카운터스트라이크》와 그에 관련된 게임을 계속 개발했다. 하지만 2006년 《카운터스트라이크 2》의 개발이 사측에 의해 무기한으로 중지된 후, 자신의 프로젝트를 시작하기 위해 회사를 떠났다.
그 후 2년간 리는 작은 팀과 함께 새로운 프로젝트를 진행하다가, 2008년 대한민국으로 옮겨와 픽스 코리아라는 회사로부터 개발 투자를 받았다. 9월에는 그가 개발중인 《택티컬 인터벤션》이 공개되었다. 《카운터스트라이크》와 유사하게 테터리스트와 대테러리스트가 대립하는 멀티플레이어 일인칭 슈팅 게임이다.